# Gabriel Matzneff
Gabriel Matzneff (Neuilly-sur-Seine, 12 d'agost del 1936) és un escriptor francès.

## Biografia
Gabriel Matzneff va néixer en una família russa emigrada a França després de la revolució de 1917. Els seus pares es van divorciar durant la seva primera infància i els seus primers anys transcorren entre tensions familiars i la Segona Guerra Mundial.
A partir de 1954, estudia literatura clàssica a la Sorbona, on també segueix cursos de filosofia, sobretot els de Jankélévitx i Deleuze.
El 1957 coneix Henry de Montherlant, del qual es fa amic íntim i fidel, malgrat les seves disputes intermitents, fins al suïcidi d'aquest últim, el 1972. Ell espargirà les seves cendres, amb el seu marmessor, Jean-Claude Barat, sobre el fòrum romà i el Tíber.
Entre 1959 i 1960 efectua el seu servei militar a l'Algèria francesa, en un regiment d'infanteria colonial. Els seus companys li posaran el malnom de «Gab la Rafale», ja que va destacar amb la metralladora. Quan torna a París, el 1961, s'inscriu en rus a l'Institut nacional des langues et civilisations orientales, i comença una carrera com a periodista, amb col·laboracions a diverses revistes (Contacts, La Table ronde) i en el diari Combat, el director de la qual, Philippe Tesson, acaba proposant-li, a l'octubre 1962, d'escriure una crònica cada dijous.
A partir d'aleshores no deixa de col·laborar amb nombrosos mitjans de comunicació, de tendències polítiques molt diverses: Aux Écoutes, Notre République, La Nation française, Pariscope, Les Nouvelles littéraires, Matulu, Le Nouvel Adam, Le Quotidien de Paris, Le Figaro, Le Monde, Impact Médecin, La Revue des Deux Mondes, Newmen, L'Idiot international, Le Choc du mois... En els anys 2000 publica a La Revue Littéraire, L'Indépendance, Éléments i La Presse littéraire.
El 1964 participa en la creació del Comitè de coordinació dels joves ortodoxos. Serà responsable, també, de la posada en marxa del programa de televisió Orthodoxie, del qual serà coproductor fins al 1972, any en el qual, a causa del seu divorci de Tatiana (amb la qual es va casar el 1970), entra en una crisi religiosa que el fa abandonar aquests càrrecs. Coneix Hergé al desembre del mateix any.
El gener del 2020, Vanessa Springora va publicar el llibre El consentiment, on acusava Matzneff d'haver abusat d'ella quan era adolescent, provocant que l'editorial Gallimard decidís retirar els seus llibres de les llibreries.

## Carrera literària
El seu primer llibre, el recull d'assaigs Le Défi, serà publicat el 1965. La seva primera novel·la, L'Archimandrite, que va començar a escriure durant el servei militar, apareix el 1966. A partir d'aleshores desenvolupa una vasta obra com a novel·lista -en part al voltant del personatge Nil Kolytcheff-, que combina amb la publicació del seu diari personal, en lliuraments successius, i de volums d'assaig. És igualment autor d'una breu obra poètica.
El 1974, Matzneff publica Les moins de seize ans (Els menors de setze anys), un pamflet on enalteix les relacions amoroses amb adolescents d'ambdós sexes, i on arriba a evocar relacions amoroses amb nois de 12 anys.

## Obres
Diaris íntims
El títol original de la sèrie, fins al 2009, va ser Journal, tant a les edicions de la Table ronde, de 1976 a 1991, com a Gallimard, de 1990 a 2007. Segons el catàleg general de la Biblioteca nacional de França, a partir de 2009, amb la publicació en edicions Léo Scheer, s'hauria adoptat un nou títol per al conjunt: Carnets noirs.
- Cette camisole de flammes : 1953-1962, París: Edicions de la Table ronde, 1976, 262 p..
- L'Archange aux pieds fourchus : 1963-1964, París: La Table ronde, 1982, 233 p., ISBN 2-7103-0133-4.
- Vénus et Junon : 1965-1969, París: La Table ronde, 1979, 307 p., ISBN 2-7103-0012-5.
- Élie et Phaéton : 1970-1973, París: La Table ronde, 1991, 386 p., ISBN 2-7103-0470-8.
- La Passion Francesca : 1974-1976, París: Gallimard, 1998, 339 p., ISBN 978-2-07-075221-8.
- Un galop d'enfer : 1977-1978, París: La Table ronde, 1985, 294 p., ISBN 2-7103-0250-0.
- Les Soleils révolus : 1979-1982, París: Gallimard, 2001, 544 p., ISBN 978-2-07-076027-5a.
- Mes amours décomposés : 1983-1984, París: Gallimard, 1990, 381 p., ISBN 978-2-07-071802-3.
- Calamity Gab : janvier 1985-avril 1986, París: Gallimard, 2004, 361 p., ISBN 978-2070732654.
- La Prunelle de mes yeux : 1986-1987, París: Gallimard, 1993, 337 p., ISBN 978-2-07-073174-9.
- Les demoiselles du Taranne : 1988), París: Gallimard, 2007, 396 p., ISBN 978-2-07-078399-1.
- Carnets noirs 2007-2008, París: Éditions Léo Scheer, 2009, 512 p., ISBN 978-2756101811.

Novel·les
- L'Archimandrite, París: La Table ronde, 1966, 222 p., ISBN 978-2-7103-2829-2.
- Nous n'irons plus au Luxembourg, París: La Table ronde, 1972 (primera edició), 245 p..
- Isaïe réjouis-toi, París: La Table ronde, 1974, 251 p..
- Ivre du vin perdu, París: La Table ronde, 1981, 323 p., ISBN 2-7103-0065-6 (traducció catalana: Ebri del vi perdut, Barcelona: Edicions de la Magrana, 1989).
- Harrison Plaza, París: La Table ronde, 1988, 235 p., ISBN 2-7103-0352-3.
- Les Lèvres menteuses, París: La Table ronde, 1992, 207 p., ISBN 2-7103-0527-5.
- Les Aventures de Nil Kolytcheff, París: Jean-Claude Lattès, 1994, 805 p.. (inclou les novel·les: Isaïe réjouis-toi, Ivre du vin perdu i Harrison Plaza).
- Mamma, li Turchi !, París: La Table ronde, 2000, 271 p., ISBN 2-7103-0984-X.
- Voici venir le Fiancé, París: La Table ronde, 2006, 313 p., ISBN 978-2-7103-2709-7.
- Les Emiles de Gab la Rafale, roman électronique, París: Éditions Léo Scheer, 2010, ISBN 978-2756102641

Assaigs
- Le Défi, París: La Table ronde, 1965. Nova edició, revisada i ampliada, París: La Table ronde, 1977, 207 p..
- La Caracole, París: La Table ronde, 1969.
- Les Moins de seize ans, París: Julliard, 1974 (primera edició) 125 p..
- Les Passions schismatiques, París: Stock, 1977 160 p., ISBN 2-234-00771-2.
- La Diététique de Lord Byron, París: La Table ronde, 1984, 215 p., ISBN 2-7103-0185-7
- Le Sabre de Didi : pamphlet, París: La Table ronde, 1986, 266 p., ISBN 2-7103-0298-5. — Edició revisada i ampliada de La Caracole. — Recull de textos de diverses procedències, apareguts entre 1963 i 1986.
- Le Taureau de Phalaris: dictionnaire philosophique, París: La Table ronde, 1987, 300 p., ISBN 2-7103-0313-2. Reedició el 1994 a la col·lecció.
- Maîtres et complices, París: Jean-Claude Lattès, 1994, 313 p., ISBN 2-7096-1485-5. — Réédition : coll..
- Le Dîner des mousquetaires, París: La Table ronde, 1995, 408 p., ISBN 2-7103-0686-7. — Recull d'articles de diverses procedències, apareguts entre 1961 i 1993.
- De la rupture, París: Payot & Rivages, 1997, 167 p., ISBN 2-228-89070-7.
- C'est la gloire, Pierre-François !, París: La Table ronde, 2002, 284 p., ISBN 2-7103-2479-2.
- Yogourt et yoga, París: La Table ronde, 2004, 267 p., ISBN 978-2-7103-2671-7.
- Vous avez dit métèque ?, París: La Table ronde, 008, 415 p., ISBN 978-2-7103-3087-5.

Narrativa
- Le Carnet arabe, París: La Table ronde, 1971, 231 p..
- Comme le feu mêlé d'aromates : récit, París: La Table ronde, 1989, 176 p., ISBN 2-7103-1168-2}.
- Boulevard Saint-Germain, París i Mónaco: Éditions du Rocher, 1998, 194 p., ISBN 2-268-03059-8.

Poesia
- Douze poèmes pour Francesca, Lausanne: A. Eibel, 1977, 41 p., ISBN 2-8274-0010-3.
- Super Flumina Babylonis : poèmes, París: La Table ronde, 2000, 97 p., ISBN 2-7103-0959-9}.